# Seeschlacht in der Solebay
Solebay – Erste Schooneveld – Zweite Schooneveld – Texel
In der Seeschlacht in der Solebay, der ersten Seeschlacht im Dritten Englisch-Niederländischen Krieg, traf am 28. Maijul. / 7. Juni 1672greg. die Flotte der Vereinigten Provinzen der Niederlande auf die vereinigten Flotten des restaurierten Königreichs England und des Königreichs Frankreich in der Nordsee vor der englischen Ostküste.

## Die Schlacht
Die niederländische Flotte unter den Admiralleutnanten Michiel de Ruyter, Adriaen Banckert und Willem Joseph van Ghent bestand aus 75 Schiffen, über 20.000 Mann Besatzung und beinahe 4.500 Kanonen. Die englisch-französische Flotte, 93 Schiffe, beinahe 35.000 Mann und über 6.000 Kanonen, ankerte in der Solebay, nahe Southwold in Suffolk an der Ostküste von England.
Die Niederländer überraschten die ankernde Flotte und griffen in breiter Formation an. Die Franzosen, die die Vorhut bildeten, führten nur leichte Gefechte mit Teilen der niederländischen Vorhut. Die Masse der niederländischen Flotte griff die Engländer an. Der Kampf dauerte bis zum Abend und beide Seiten erlitten starke Verluste.
Die Niederländer konnten die drohende Blockade ihrer Küste verhindern. In der Ersten Seeschlacht von Schooneveld trafen beide Parteien erneut aufeinander.